# Clare Bywaters
Clare Bywaters (2 januari 1973) is een Engelse darter die bekend werd op het World Professional Darts Championship 2004 en het World Professional Darts Championship 2006, waar ze de halve finale behaalde. Bywaters woont in Didcot.
Bywaters werd Europees kampioen op de WDF Europe Cup 2002 door in de finale Francis Hoenselaar met 4-2 te verslaan. Op de WDF Europe Cup 2004 en de WDF Europe Cup 2006 won Bywaters het vrouwendubbel toernooi samen met Trina Gulliver. Van Gulliver verloor ze de individuele titel met 2-4. Op de WDF World Cup 2003 en de WDF World Cup 2005 won Bywaters het vrouwendubbel toernooi weer samen met Trina Gulliver. In 2005 werd Bywaters Wereldkampioen op de WDF World Cup 2005. Ze versloeg in de finale Gulliver met 4-3. Bywaters deed mee aan de eerste editie van de PDC Women's World Darts Championship 2010. Ze verloor in de eerste ronde van Sharon O'Brien uit Ierland met 3-4.

## Resultaten op Wereldkampioenschappen

### BDO
- 2004: Halve finale (verloren van Francis Hoenselaar met 1-2)
- 2006: Halve finale (verloren van Trina Gulliver met 0-2)

### WDF
- 2003: Laatste 16 (verloren van Anastasia Dobromyslova met 1-4)
- 2005: Winnaar (gewonnen in de finale van Trina Gulliver met 4-3)

### PDC
- 2010: Laatste 32 (verloren van Sharon O'Brien met 3-4)